# Richard Pipes
Richard Edgar Pipes, född 11 juli 1923 i Cieszyn i Polen, död 17 maj 2018 i Cambridge i Massachusetts, var en amerikansk historiker specialiserad på Ryssland och professor vid Harvard University, . Från 1940 var han bosatt i USA. Pipes är författare till 21 böcker. Han är far till Mellanöstern-experten Daniel Pipes.

## Biografi
Richard Pipes studerade vid Cornell University och sedan vid Harvard University där han också undervisade mellan 1950 och 1996. Pipes var chef för Harvard's Russian Research Center åren 1968–1973. 1981–1982 var han anställd vid nationella säkerhetsrådets stab som chef för East European and Soviet Affairs, under president Ronald Reagans ämbetstid.
Under 1970-talet var Pipes en ledande kritiker av avspänningspolitiken, som han beskrev som "inspirerad av intellektuell lättja och baserad på okunskap om en fiende och därför ofrånkomligt orimlig".

## Verk om rysk historia
Richard Pipes skrev många böcker om rysk historia, däribland Russia under the Old Regime (1974), The Russian Revolution (1990) och Russia Under the Bolshevik Regime (1994). Han intervjuades ofta i massmedia om sovjetisk historia och om utrikespolitik som berörde supermakterna.
Pipes blev känd för sin tes om Rysslands olikhet i förhållande till väst. Den innebär bland annat att Sovjetunionens tillkomst och politiska praktik kan spåras till 1400-talets Moskva. Denna stat skilde sig, enligt Pipes, från det övriga Europa därigenom att det inte fanns en lika tydlig åtskillnad mellan storfursten som person och staten som ett självständigt subjekt och att detta medförde en mycket svag ställning för samhället och enskilda individer gentemot storfursten/staten, ytterst manifesterat i tanken om riket som storfurstens privata egendom och den därav följande svaga positionen för annan privat egendom. Notera att detta förhållande enligt Pipes alls inte är jämförbart med det senare västerländska fenomenet absoluta monarker, där det alltid existerade en klar och tydlig åtskillnad mellan stat och monark och privat och offentligt.
Det Pipes kallar den patrimoniella staten nådde sin höjdpunkt under mitten av 1500-talet. Under inre och yttre kris kollapsade statsbildningen mot slutet av 1500-talet, återupprättades och genomgick gradvisa reformer fram till 1917. Ryssland blev alltmer penetrerat av västerländskt idégods och ställningen för individen gentemot staten började alltmer likna den i väst. Dock kunde tsarmakten aldrig fullt ut släppa sin egen självbild som autokrat/självhärskare och motsatte sig all demokratisering av den politiska makten, en inställning som tedde sig alltmer anakronistisk i en förändrad värld. Enligt Pipes lämnade denna väg som Ryssland tog under århundradena landet särskilt sårbart för ett kommunistiskt maktövertagande 1917. Pipes kritiserade starkt den radikala intelligentians värderingar i det sena kejsardömets Ryssland för vad han såg som deras oresonabla fanatism och oförmåga att acceptera verkligheten.
Den ryske författaren Alexander Solsjenitsyn hävdade att Pipes gav "den polska versionen av rysk historia". Pipes anklagade i sin tur ofta Solsjenitsyn för antisemitism – en anklagelse som han dock senare anåg att denne rentvått sig ifrån genom publikationen av Tvåhundra år tillsammans.
Kritiken från vänster av Pipes tolkning av händelserna 1917 – framförd av socialhistoriker som Lynne Viola och Sheila Fitzpatrick – har fokuserat på sociala krafter och hävdat att Pipes ensidigt betonade de intellektuella aktörernas betydelse. Pipes kritiserade i sin tur Viola och Fitzpatrick för generaliseringar och implicit för att försvara sovjetterrorn. Edward Acton har riktat skarp kritik mot Pipes och hävdat att dennes tolkningar inte står sig mot rönen från "en generation som ägnat sig åt socialhistoria". Han ansåg också att Pipes idéer är en "attack mot upplysningen".

### Svensk översättning
- Ryska revolutionen (1997), 495 sidor, Staffan Skotts översättning av A concise history of the Russian Revolution (1995), inte av det dubbelt så omfattande verket från 1990.